# Crheasoft
Crheasoft es una herramienta desarrollada en la Universidad de Ciencias Médicas de Holguín en Cuba, por el departamento de software educativo; es una herramienta que posibilita el desarrollo de software educativos de forma muy simple mediante un conjunto de operaciones que facilitan la estructuración, presentación de información y de elementos mediáticos, así como permite la ejercitación interactiva de los estudiantes. Resaltar como característica importante es que los productos resultantes no necesitan para ser ejecutados de un servidor web (PHP, MySQL), solo un navegador web como el Firefox, es decir que son portables y multiplataformas. 
Este CMS ha obtenido múltiples premios dentro del país entre los más importantes están Relevante en Forum Provincial de Ciencia y Técnica en Holguín y Mención en el Premio Anual de Salud Nacional 2013.

## Introducción
El empleo de aplicaciones informáticas como medios de apoyo al proceso docente educativo es cada día más frecuente para el logro de mejores resultados en este proceso. Los software educativos dentro de estas aplicaciones, son una de las más difundidas, ya que los mismos pueden ser utilizados de diferentes formas y con distintos objetivos para el apoyo del trabajo de los docentes y favorecer el aprendizaje de los estudiantes. El departamento de Software Educativo se dio a la tarea de desarrollar una herramienta informática para el desarrollo de software educativos de fácil manipulación y que para su utilización los usuarios no requieran de grandes conocimientos informáticos.

## Historia
En los inicios de pensarse por el Jefe del departamento el MSc. Juan R. González Silva debido a la necesidad de la misma dentro de las Ciencias Médicas Cubanas no era posible el desarrollo de la misma, debido a los pocos recursos humanos que poseía el departamento de software. Pero en septiembre de 2009 el departamento adquiere nuevos programadores el Ing. Yurisnel Bolmey Romero graduado de la Universidad de Ciencias Informáticas (UCI) y los Licenciados Yosmel García Sánchez y Roberto C. Mustelier de León graduados de Ciencias de la Computación en la Universidad de Oriente de Santiago de Cuba.

Como estrategia para el desarrollo de esta herramienta en una primera reunión de trabajo se discutieron las ideas generales sobre cómo lograr que la herramienta fuera multiplataforma y brindara amplias posibilidades de utilización de diseños predefinidos, que permitiera la ejecución de los productos a través de la red y desde cualquier soporte de memoria externo, así como su actualización sin necesidad de depender de las fuentes de los mismos, que se pudiera proteger con contraseñas y posibilitara su reusabilidad. A partir de esta reunión se decidió sobre qué lenguajes de programación se trabajaría, las líneas generales de desarrollo y diseño donde se especificó detalladamente la estructura de cada uno de los módulos de la herramienta así como todo lo concerniente a la administración. Se tuvo en cuenta durante todo el proceso de desarrollo que las diferentes interfaces se fueran elaborando con un diseño amigable.

## Estructura
CrheaSoft predefine originalmente una estructura para el producto asignando nombre y orden para los diferentes módulos que puede contemplar el software a desarrollar, pero estos pueden ser modificados a gusto del usuario. Los productos desarrollados con CrheaSoft se encuentran estructurados por módulos como: Inicio, Temario, Ejercicios, Glosario, Mediateca, Complemento, Juegos, Simulaciones, Créditos, Ayuda y Metadatos; según necesidad o interés del usuario, en un mismo producto pueden vincularse varios módulos.

Como regularidad del trabajo con CrheaSoft en cualquiera de los módulos excepto Inicio, Créditos, Ayuda y Metadatos, la información a montar se puede organizar en categorías definidas por el propio usuario que pueden ser modificadas en cuanto a nombre o lugar en cualquier momento de la edición del producto, en el caso del módulo Temario a diferencia de los restantes las categorías creadas pueden tener cualquier nivel de profundidad, es decir, que dentro de una categoría se puede crear otra y al mismo tiempo dentro de la otra una nueva y así sucesivamente sin límites. Este trabajo por medio de categorías creadas por los usuarios permite que la información se organice dentro de cada uno de los módulos de manera flexible en dependencia de la necesidad de los usuarios.